# Lakewood (Colorado)
Lakewood [ˈleɪkwʊd] ist eine US-amerikanische Stadt im Bundesstaat Colorado, in unmittelbarer Nachbarschaft zur Landeshauptstadt Denver. Sie ist mit rund 156.000 Einwohnern die größte Stadt von Jefferson County und die fünftgrößte des Bundesstaates.
Neben dem öffentlichen Dienst und der Telefonbranche gehören das Medizintechnikunternehmen Gambro Renal Products und die FirstBank of Colorado zu den wichtigsten Arbeitgebern der Stadt. Ein weiteres großes Unternehmen mit Hauptsitz in Lakewood ist der Bergbau-Konzern Energy Fuels. Auch die Restaurantkette Einstein Bros. Bagels hat in Lakewood ihren Hauptsitz.

## Söhne und Töchter der Stadt
- Hayden Byerly (* 2000), Schauspieler und Synchronsprecher
- Gregg Henry (* 1952), Schauspieler
- Dylan Klebold (1981–1999), Amokläufer
- Steve Williams (1960–2009), Wrestler
- Tim Samaras (1957–2013), Tornadoforscher / Sturmjäger

## Städtepartnerschaften
Lakewood hat vier Partnerstädte:
- Vereinigtes Königreich: Chester
- Vereinigtes Königreich: Portsmouth
- Deutschland: Stade
- Australien: Sutherland Shire